# Caucaea radiata
Caucaea radiata là một loài thực vật có hoa trong họ Lan. Loài này được (Lindl.) Mansf. mô tả khoa học đầu tiên năm 1934.